# گری کیهیل
گری جیمز کیهیل (به انگلیسی: Gary James Cahill) (زاده ۱۹ دسامبر ۱۹۸۵ در درونفیلد) بازیکن فوتبال انگلیسی است.
گری کیهیل ۱۶ نوامبر ۲۰۲۲ رسما از دنیای فوتبال خداحافظی کرد.

## سابقه باشگاهی

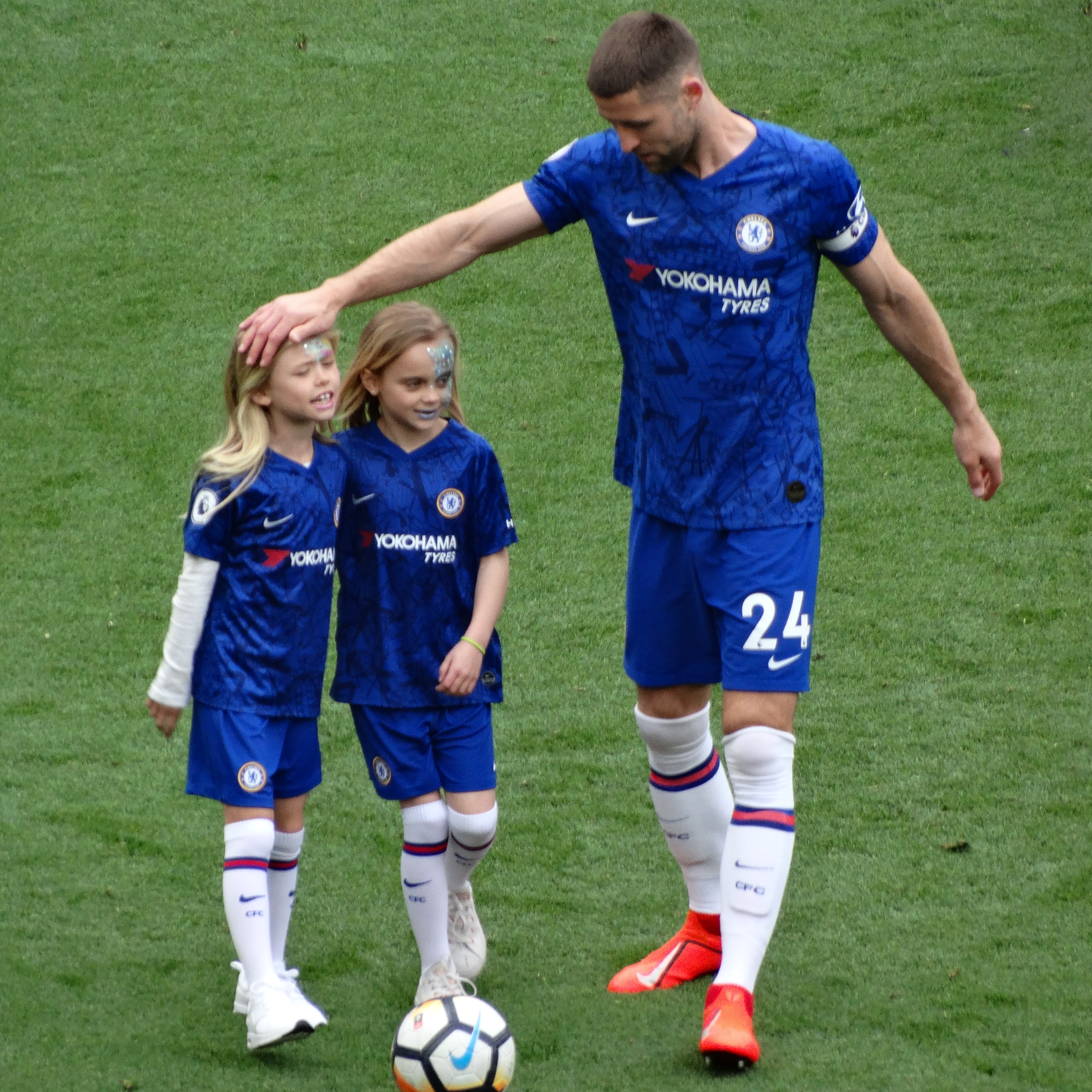
گری جیمز کیهیل

وی سابقه بازی در تیم‌های استون ویلا و بولتون را دارد، وی در سال ۲۰۱۲ با قراردادی ۷ میلیون پوندی به چلسی پیوست.

## تیم ملی
او در تیم انگلستان بازی می‌کند

## آمار

### بازی ملی
| تیم ملی انگلستان | تیم ملی انگلستان | تیم ملی انگلستان |
| سال              | بازی             | گل               |
| ---------------- | ---------------- | ---------------- |
| ۲۰۱۰             | ۱                | ۰                |
| ۲۰۱۱             | ۶                | ۱                |
| ۲۰۱۲             | ۵                | ۱                |
| ۲۰۱۳             | ۹                | ۰                |
| ۲۰۱۴             | ۱۲               | ۱                |
| ۲۰۱۵             | ۷                | ۰                |
| ۲۰۱۶             | ۱۲               | ۱                |
| ۲۰۱۷             | ۶                | ۰                |
| مجموع            | ۵۸               | ۴                |

### گل ملی
| #  | تاریخ          | ورزشگاه                                   | حریف      | گل  | نتیجه | رقابت                               |
| -- | -------------- | ----------------------------------------- | --------- | --- | ----- | ----------------------------------- |
| ۱. | ۲ سپتامبر ۲۰۱۲ | ورزشگاه ملی واسیل لفسکی، صوفیه، بلغارستان | بلغارستان | ۱–۰ | ۳–۰   | مرحله مقدماتی جام ملت‌های اروپا ۲۰۱۲ |
| ۲. | ۲۹ فوریه ۲۰۱۲  | ورزشگاه ومبلی، لندن، انگلستان             | هلند      | ۱–۲ | ۲–۳   | بازی دوستانه                        |
| ۳. | ۳۰ مه ۲۰۱۴     | ورزشگاه ومبلی، لندن، انگلستان             | پرو       | ۲–۰ | ۳–۰   | بازی دوستانه                        |
| ۴. | ۱۱ نوامبر ۲۰۱۶ | ورزشگاه ومبلی، لندن، انگلستان             | اسکاتلند  | ۳–۰ | ۳–۰   | مرحله مقدماتی جام جهانی فوتبال ۲۰۱۸ |

## افتخارات
چلسی
- لیگ برتر فوتبال انگلستان: ۱۵–۲۰۱۴، ۱۷–۲۰۱۶
- جام حذفی فوتبال انگلستان: ۱۲–۲۰۱۱
- جام اتحادیه باشگاه‌های انگلستان: ۱۵–۲۰۱۴
- لیگ قهرمانان اروپا: ۱۲–۲۰۱۱
- لیگ اروپا: ۱۳–۲۰۱۲

فردی
- بازیکن سال بولتون واندررز: ۰۹–۲۰۰۸
- تیم سال پی‌اف‌ای: ۱۴–۲۰۱۳، ۱۵–۲۰۱۴، ۱۷–۲۰۱۶